# Microstigma maculatum
Microstigma maculatum là loài chuồn chuồn trong họ Pseudostigmatidae. Loài này được Hagen in Selys mô tả khoa học đầu tiên năm 1860.